# Lenardič
Lenardič je priimek več znanih Slovencev:

## Znani nosilci priimka
- Jakob Lenardič, jezikoslovec, ki se ukvarja s tvorbeno-pretvorbeno slovnico in formalnim pomenoslovjem
- Mart Lenardič (*1963), pisatelj
- Mavricij Karl (Marek) Lenardič (*1947), politolog, publicist in politik
- Mojca Lenardič (*1976), likovna pedagogoinja, slikarka
- Peter Lenardič - Skala (1897—1986), učitelj, politični delavec
- Stane Lenardič - Žan (1918—2008), pravnik, novinar, diplomat
- Zmago Lenardič (*1959), slikar in večmedijski umetnik